# Episodi di Devious Maids - Panni sporchi a Beverly Hills (seconda stagione)
La seconda stagione della serie televisiva Devious Maids - Panni sporchi a Beverly Hills è stata trasmessa in prima visione assoluta sul canale statunitense Lifetime dal 20 aprile al 13 luglio 2014. 
In Italia la stagione è andata in onda in prima visione dal 12 gennaio al 30 marzo 2015, sul canale satellitare Comedy Central. 
In chiaro, è stata trasmessa dal 20 settembre 2016 su Rai 4. 
| nº | Titolo originale                  | Titolo italiano      | Prima TV USA   | Prima TV Italia  |
| -- | --------------------------------- | -------------------- | -------------- | ---------------- |
| 1  | An Ideal Husband                  | Un marito ideale     | 20 aprile 2014 | 12 gennaio 2015  |
| 2  | The Dark at the Top of the Stairs | Ricatti              | 27 aprile 2014 | 19 gennaio 2015  |
| 3  | Dangerous Liaisons                | Relazioni pericolose | 4 maggio 2014  | 26 gennaio 2015  |
| 4  | Crimes of the Heart               | Crimini del cuore    | 11 maggio 2014 | 2 febbraio 2015  |
| 5  | The Bad Seed                      | Giochi di potere     | 18 maggio 2014 | 9 febbraio 2015  |
| 6  | Private Lives                     | Vite private         | 25 maggio 2014 | 16 febbraio 2015 |
| 7  | Betrayal                          | Ultimatum            | 1º giugno 2014 | 23 febbraio 2015 |
| 8  | Night, Mother                     | L'accordo            | 8 giugno 2014  | 2 marzo 2015     |
| 9  | The Visit                         | Castelli di carte    | 15 giugno 2014 | 9 marzo 2015     |
| 10 | Long Day's Journey into Night     | Sotto la maschera    | 22 giugno 2014 | 16 marzo 2015    |
| 11 | You Can't Take It with You        | Addii                | 29 giugno 2014 | 23 marzo 2015    |
| 12 | Proof                             | Prova                | 6 luglio 2014  | 30 marzo 2015    |
| 13 | Look Back in Anger                | Un nuovo inizio      | 13 luglio 2014 | 30 marzo 2015    |

## Un marito ideale
- Titolo originale: An Ideal Husband
- Diretto da: Eva Longoria
- Scritto da: Marc Cherry

### Trama
Tre mesi dopo aver scagionato suo figlio, Marisol si trasferisce nella villa del suo nuovo fidanzato. Quando Peri scopre che Rosie è negli Stati Uniti, fa di tutto per cercare di tenersi Spence. Grazie a Genevieve, Zoila viene a sapere che Valentina è tornata dall'Africa. Mentre Carmen e Alejandro vivono il loro fidanzamento, Odessa sembra avere dei problemi. Dopo una rapina a casa Powell, Adrian e Evelyn assumono una guardia del corpo, Tony. 

## Ricatti
- Titolo originale: The Dark at the Top of the Stairs
- Diretto da: Tawnia McKiernan
- Scritto da: Brian Tanen

### Trama
Quando Carmen si sente minacciata da una vecchia fiamma del passato di Alejandro, fa di tutto per assicurarsi che la sua carriera non sia in pericolo. Zoila si intromette nel lavoro di Valentina, ignorando i problemi che ha con suo marito. Rosie inizia a lavorare per i Miller, una famiglia disfunzionale. Nel frattempo, Marisol cerca di riappacificarsi con Opal, e Peri minaccia Spence. Adrian è ancora turbato dalla rapina, e non riesce a proteggere Evelyn in una situazione pericolosa.

## Relazioni pericolose
- Titolo originale: Dangerous Liaisons
- Diretto da: Tawnia McKiernan
- Scritto da: Curtis Kheel

### Trama
Marisol scopre qualcosa su Nicholas e Opal. Di nascosto, Rosie accompagna Kenneth da un nuovo specialista. Carmen si prepara per un debutto di fronte a pezzi grossi della musica. Genevieve cerca di mostrare il suo sostegno a Zoila invitandola a un rinfresco. Sempre più diffidente nei confronti del comportamento di Adrian, Evelyn trova conforto altrove. Valentina prova a non pensare più a Remi.

## Crimini del cuore
- Titolo originale: Crimes of the Heart
- Diretto da: David Warren
- Scritto da: Carol Leifer

### Trama
Marisol sospetta che Nicholas possa avere un altro segreto. Genevieve incoraggia Zoila ad andare a un evento di famiglia con un altro uomo, nella speranza di rendere Pablo geloso. Volendo passare più tempo con Tony, Evelyn escogita un piano per mandare Adrian fuori casa. Il nuovo lavoro di Carmen causa dei conflitti tra lei e Rosie. Valentina e Ethan si avvicinano, mentre Genevieve riceve una notizia inaspettata su Remi.

## Giochi di potere
- Titolo originale: The Bad Seed
- Diretto da: David Warren
- Scritto da: Elle Triedman

### Trama
Nicholas è geloso dell'amicizia tra Marisol e l'editore del suo libro. Nel frattempo, Lucinda supera il limite con Rosie, e un nuovo visitatore crea problemi a Carmen. Tony prende una decisione che non sta bene a Evelyn. Le cose si complicano per Valentina e Ethan.

## Vite private
- Titolo originale: Private Lives
- Diretto da: Tara Nicole Weyr
- Scritto da: Michal Zebede

### Trama
Marisol scopre un segreto riguardante Opal. Rosie cerca di aiutare Lucinda, ma questo porterà solo a ulteriori conflitti all'interno della famiglia Miller. Carmen si prepara per una performance. Zoila cerca di andare avanti, dopo la fine della sua storia con Pablo. Genevieve per aiutare Remi, interferisce con il rapporto di Valentina e Ethan.

## Ultimatum
- Titolo originale: Betrayal
- Diretto da: Tara Nicole Weyr
- Scritto da: David Grubstick

### Trama
Marisol prova a convincere Nicholas a licenziare Opal; Reggie si ingelosisce quando viene a sapere della storia di Rosie con Spence, e mostra il suo lato subdolo. Ty inizia a provare qualcosa per Carmen, e si convince che lei provi lo stesso; Zoila si avvicina a Javier; Adrian sospetta che tra Evelyn e Tony ci sia una storia.

## L'accordo
- Titolo originale: Night, Mother
- Diretto da: David Warren
- Scritto da: Michal Zebede

### Trama
Nicholas fa a Marisol una domanda sorprendente. Opal chiede a Ethan di aiutarla. Zoila invita Javier a cena a casa Delatour. Genevieve riceve una brutta notizia. Valentina viene coinvolta suo malgrado nei problemi di Evelyn e Adrian. Ty si comporta male causando problemi a Spence, e facendo allontanare Carmen. Rosie e Lucinda hanno una discussione.

## Castelli di carte
- Titolo originale: The Visit
- Diretto da: David Warren
- Scritto da: Elle Triedman

### Trama
Reggie va avanti col suo piano per separare la famiglia Miller. Genevieve è sorpresa quando sua madre si presenta a casa sua. Marisol assume una nuova domestica, di cui sarebbe meglio non fidarsi. L'ossessione di Ty per Carmen prende una piega violenta quando lui mette in atto un piano per farla riavvicinare, coinvolgendo Ethan. Adrian comincia a sospettare che Tony non sia chi dice di essere.

## Sotto la maschera
- Titolo originale: Long Day's Journey into Night
- Diretto da: John Scott
- Scritto da: Curtis Kheel

### Trama
Nicholas, sotto effetto di antidolorifici, rivela a Marisol qualcosa di scioccante. Rosie vuole salvare Kenneth e la famiglia Miller. Zoila costringe Genevieve ad affrontare sua madre. Valentina chiede aiuto a Remi per aiutare Ethan. Spence riceve una brutta notizia.

## Addii
- Titolo originale: You Can't Take It with You
- Diretto da: John Scott
- Scritto da: Carol Leifer

### Trama
Quando Marisol affronta Opal dicendole che cosa ha scoperto, le cose prendono una piega violenta, e potrebbe non uscirne viva. Valentina si trova in difficoltà, e Zoila e Pablo provano ad aiutarla. Rosie continua a indagare su Reggie. Carmen cerca di aiutare Spence quando inizia ad avere problemi al lavoro. Adrian scopre la verità su Tony. Alcuni amori che sembravano spenti, si riaccendono.

## Prova
- Titolo originale: Proof
- Diretto da: David Grossman
- Scritto da: Brian Tanen

### Trama
Quando Nick si rifiuta di rivelarle alcune cose, Marisol si mette a indagare. Zoila lotta con i suoi sentimenti. Carmen si prepara per una grande audizione, ma l'arrivo del figlio di Peri e Spence le causerà dei problemi. Rosie riunisce Lucinda e Didi, e insieme provano a salvare Kenneth e porre fine al diabolico piano di Reggie. Qualcuno è deciso a sbarazzarsi di Valentina.

## Un nuovo inizio
- Titolo originale: Look Back in Anger
- Diretto da: David Grossman
- Scritto da: Matt Berry

### Trama
Marisol rivela a Nicholas di aver scoperto il suo segreto, e lo costringe a rivelarlo alle persone coinvolte. Carmen incontra un affascinante sconosciuto che si offre di aiutarla con la sua carriera musicale. Genevieve è triste per le sue condizioni di salute. Dopo che Zoila fa la sua scelta tra Pablo e Javier, riceve una notizia sconvolgente. Evelyn e Adrian vengono a conoscenza di qualcosa di scioccante, che li farà avvicinare di più. Spence e Rosie decidono di sposarsi. La vita di Valentina è a rischio, e insieme alla sua, anche quella delle persone che la circondano.